# Qingdi
Qingdi (kinesiska: 青堤乡, 青堤) är en socken i Kina. Den ligger i provinsen Sichuan, i den sydvästra delen av landet, omkring 130 kilometer öster om provinshuvudstaden Chengdu. Antalet invånare är 7 363. Befolkningen består av 3 806 kvinnor och 3 557 män. Barn under 15 år utgör 13,0 %, vuxna 15-64 år 68 %, och äldre över 65 år 17,0 %.
Genomsnittlig årsnederbörd är 1 339 millimeter. Den regnigaste månaden är juli, med i genomsnitt 269 mm nederbörd, och den torraste är december, med 7 mm nederbörd.